# Graciella circuloides
Graciella circuloides är en skalbaggsart som beskrevs av Teocchi 1997. Graciella circuloides ingår i släktet Graciella och familjen långhorningar. Inga underarter finns listade i Catalogue of Life.